# Katherina Kubenk
Katherina Kubenk (ur. 11 października 1970 w Toronto) – kanadyjska narciarka, uprawiająca narciarstwo dowolne. Jej największym sukcesem jest złoty medal w kombinacji wywalczony podczas mistrzostw świata w Altenmarkt. Ponadto na mistrzostwach świata w Altenmarkt wywalczyła brązowy medal w tej samej konkurencji. Zajęła także 16. miejsce w jeździe po muldach oraz 19 w skokach akrobatycznych na igrzyskach olimpijskich w Lillehammer.
Najlepsze wyniki w Pucharze Świata osiągnęła w sezonie 1992/1993, kiedy to triumfowała w klasyfikacji generalnej oraz w klasyfikacji kombinacji. W klasyfikacji generalnej triumfowała także w sezonie 1995/1996. Ponadto w sezonie 1993/1994 była trzecia w klasyfikacji generalnej i druga w klasyfikacji kombinacji, a w sezonie 1994/1995 w obu klasyfikacjach była trzecia. W sezonie 1996/1997 była trzecia w klasyfikacji generalnej, a w sezonie 1989/1990 była trzecia w klasyfikacji kombinacji.
W 1998 r. zakończyła karierę.

## Osiągnięcia

### Igrzyska olimpijskie
| Miejsce | Dzień     | Rok  | Miejscowość | Konkurencja        | Zwycięzca            |
| ------- | --------- | ---- | ----------- | ------------------ | -------------------- |
| 16.     | 12 lutego | 1994 | Lillehammer | Jazda po muldach   | Stine Lise Hattestad |
| 19.     | 13 lutego | 1994 | Lillehammer | Skoki akrobatyczne | Lina Cheryazova      |

### Mistrzostwa świata
| Miejsce | Dzień     | Rok  | Miejscowość | Konkurencja        | Zwycięzca            |
| ------- | --------- | ---- | ----------- | ------------------ | -------------------- |
| 22.     | 11 lutego | 1991 | Lake Placid | Balet narciarski   | Ellen Breen          |
| 24.     | 13 lutego | 1991 | Lake Placid | Jazda po muldach   | Donna Weinbrecht     |
| 17.     | 16 lutego | 1991 | Lake Placid | Skoki akrobatyczne | Wasilisa Siemienczuk |
| 5.      | 16 lutego | 1991 | Lake Placid | Kombinacja         | Maja Schmid          |
| 1.      | 11 marca  | 1993 | Altenmarkt  | Kombinacja         | -                    |
| 8.      | 12 marca  | 1993 | Altenmarkt  | Balet narciarski   | Ellen Breen          |
| 17.     | 13 marca  | 1993 | Altenmarkt  | Jazda po muldach   | Stine Lise Hattestad |
| 18.     | 14 marca  | 1993 | Altenmarkt  | Skoki akrobatyczne | Lina Cheryazova      |
| 3.      | 16 lutego | 1995 | La Clusaz   | Kombinacja         | Kristean Porter      |
| 20.     | 17 lutego | 1995 | La Clusaz   | Balet narciarski   | Jelena Batałowa      |
| 6.      | 18 lutego | 1995 | La Clusaz   | Jazda po muldach   | Candice Gilg         |
| 18.     | 19 lutego | 1995 | La Clusaz   | Skoki akrobatyczne | Nikki Stone          |
| 15.     | 7 lutego  | 1997 | Iizuna      | Balet narciarski   | Oksana Kuszczenko    |
| 27.     | 8 lutego  | 1997 | Iizuna      | Jazda po muldach   | Candice Gilg         |

### Puchar Świata

#### Miejsca w klasyfikacji generalnej
- sezon 1989/1990: 18.
- sezon 1990/1991: 24.
- sezon 1991/1992: 11.
- sezon 1992/1993: 1.
- sezon 1993/1994: 3.
- sezon 1994/1995: 3.
- sezon 1995/1996: 1.
- sezon 1996/1997: 3.
- sezon 1997/1998: 19.

#### Miejsca na podium
1. Calgary – 28 stycznia 1990 (Kombinacja) – 2. miejsce
2. Inawashiro – 11 lutego 1990 (Kombinacja) – 2. miejsce
3. La Plagne – 2 grudnia 1990 (Kombinacja) – 3. miejsce
4. Tignes – 8 grudnia 1990 (Kombinacja) – 3. miejsce
5. Zermatt – 16 grudnia 1990 (Kombinacja) – 3. miejsce
6. Mont Gabriel – 3 lutego 1991 (Kombinacja) – 3. miejsce
7. Tignes – 7 grudnia 1991 (Kombinacja) – 3. miejsce
8. Zermatt – 12 grudnia 1991 (Kombinacja) – 3. miejsce
9. Whistler Blackcomb – 12 stycznia 1992 (Kombinacja) – 1. miejsce
10. Inawashiro – 1 marca 1992 (Kombinacja) – 3. miejsce
11. Whistler Blackcomb – 10 stycznia 1993 (Kombinacja) – 2. miejsce
12. Breckenridge – 17 stycznia 1993 (Kombinacja) – 1. miejsce
13. Lake Placid – 23 stycznia 1993 (Kombinacja) – 2. miejsce
14. Le Relais – 31 stycznia 1993 (Kombinacja) – 1. miejsce
15. La Plagne – 26 lutego 1993 (Kombinacja) – 2. miejsce
16. La Plagne – 27 lutego 1993 (Kombinacja) – 1. miejsce
17. Lillehammer – 28 marca 1993 (Kombinacja) – 1. miejsce
18. Tignes – 12 grudnia 1993 (Kombinacja) – 1. miejsce
19. La Plagne – 22 grudnia 1993 (Kombinacja) – 1. miejsce
20. Whistler Blackcomb – 9 stycznia 1994 (Kombinacja) – 1. miejsce
21. Breckenridge – 16 stycznia 1994 (Kombinacja) – 3. miejsce
22. Le Relais – 30 stycznia 1994 (Kombinacja) – 3. miejsce
23. Lake Placid – 22 stycznia 1994 (Kombinacja) – 2. miejsce
24. Hundfjället – 9 lutego 1994 (Kombinacja) – 1. miejsce
25. Tignes – 17 grudnia 1994 (Kombinacja) – 2. miejsce
26. Whistler Blackcomb – 8 stycznia 1995 (Kombinacja) – 2. miejsce
27. Le Relais – 22 stycznia 1995 (Kombinacja) – 3. miejsce
28. Lake Placid – 28 stycznia 1995 (Kombinacja) – 2. miejsce
29. Oberjoch – 4 lutego 1995 (Kombinacja) – 2. miejsce
30. Whistler Blackcomb – 21 stycznia 1996 (Kombinacja) – 2. miejsce

- W sumie 9 zwycięstw, 11 drugich i 10 trzecich miejsc.